# شهرک تمیربک ژورگنوف
شهرک تمیربک ژورگنوف (به قزاقی: Komsomol'skoe) یک منطقهٔ مسکونی در قزاقستان است که در شهرستان آیتکه بی واقع شده‌است.